# Túnel de Meridiana
El túnel de Meridiana es un túnel urbano de ferrocarril que atraviesa la ciudad española de Barcelona por debajo de la avenida Meridiana y de otras calles. Este túnel pertenece a la Línea Barcelona-Manresa-Cervera-Lérida-Zaragoza. Antiguamente, el recorrido se hacía por la superficie hasta los años 70, cuando se construyó el actual túnel.